# Строммашина (завод, Могилёв)
ОАО «Могилёвский завод „Строммашына“» — бывшее крупное машиностроительное предприятие Белоруссии. Являлось одним из ведущих промышленных предприятий республики.

## История

### До революции
Предприятие создано в 1913 году — как товарищество братьев Аранзон и Мазья. Предприятие в ту пору именовалось меднолитейным и механическим предприятием. Основные виды деятельности — создание маслобойных, винокуренных заводов, мельниц, продажа орудий труда.

### Советская эпоха
С приходом советской власти, предприятие в 1920 году национализируется. В ближайшие шесть лет, завод продолжал строиться и расширять сферы деятельности — занимался не только выпуском орудий производства, но также производил и ремонтировал транспорт, различные приводы и т. п.
С началом Великой Отечественной войны предприятие, как и многие другие, эвакуируется вместе с оборудованием вглубь страны. После её окончания, в 1946 году завод переименовывается в «Строммашину» и передаётся в Минстройдормаш СССР. Основной производственной задачей завода стал выпуск машин и оборудования для промышленности стройматериалов. Уже в конце октября был собран первый пресс. А в 1950 году, получив новые производственные задания, предприятие начало расширяться — строились новые цеха и корпуса, завозилось оборудование. С середины 1950-х годов и вплоть до начала выпуска в 1970 году лифтов на Могилёвском лифтостроительном заводе, «Строммашина» выпускала грузовые и пассажирские лифты.

### Современная история
В 2002 году завод начал сотрудничество с ОАО «Беларуськалий», поставив вначале для Краснослободского, а затем для Берёзовского рудника тюбинги, фрезы и различное горное оборудование. В 2006 году на заводе было налажено производство башенных кранов. В декабре 2010 года предприятие было преобразовано в ОАО «Могилевский завод „Строммашина“». В 2012 году ОАО «Беларуськалий» заказало у предприятия шагающий отвалообразователь.
6 июля 2015 года Экономический суд Могилевской области возбудил производство по заявлению ОАО «Могилевский завод «Строммашина» о признании его банкротом.
В марте 2023 года предприятие признано банкротом, площадь завода была выставлены на аукцион. В сентябре 2024 года новый собственник начал снос цехов и зданий бывшего предприятия.

## Продукция
Производило оборудование и машины для индустрии стройматериалов, железобетонных шпал и брусьев стрелочных переводов. Кроме того, совместно с Ржевским краностроительным заводом выпускало строительные башенные краны и горные машины, а также товары народного потребления. Выпускаемое оборудование поставлялось во все страны СНГ. Завод тесно сотрудничал с крупными компаниями — например, с ОАО «Беларуськалий». Принимал участие в строительстве Московского метрополитена. Численность коллектива составляла 1100 человек.

## Награды
- Лауреат премии правительства республики в области качества[7].